# Voltage Fighter Gowcaizer
Voltage Fighter Gowcaizer (超人学園ゴウカイザー, Chōjin Gakuen Gōkaizā) es un videojuego lanzado para arcades y consolas caseras del género de lucha o Fighting Vs. en 1995, fue realizado por Technos Japan Corp (Siendo uno de los últimos videojuegos desarrollados por dicha empresa, antes de cerrar). y corría bajo la placa Neo Geo de SNK. El juego abordaba como tema principal a los Super Héroes transformables y ofrece los diseños de personajes de Masami Ōbari, mismo artista animador responsable de todos los TV Specials de Fatal Fury, asi como ser el animador de la introducción estilo anime para el videojuego, The King of Fighters XV.
La única versión de consola hogareña fue lanzada en 1997 para PlayStation; siendo exclusiva de Japón; porteada por la empresa Urban Plant LTD.
Dicha versión cuenta con algunos extras como Ohga y Platonic Twins siendo personajes desbloqueables, Intro animada por el mismo Masami Obari, Modo Galería, y banda sonora mejorada en calidad CD.

## Historia
Una serie de terremotos terminan de destruir a Japón en casi su totalidad en el año de 1999; años más tarde las ciudades logran ser reconstruidas con alta tecnología. Es ahí donde se crea el Instituto Belnar, donde aparte de implementar un sistema educativo tradicional, también se imparten varias disciplinas de combate militar. Esto con el fin de tener generaciones capacitadas para prevenir futuras hecatombes a escala mundial. El origen de estos desastres responde a un hombre llamado Shizuru Ōzaki, que es el actual director del instituto y ha otorgado a ciertos candidatos una misteriosa gema conocida como "Caizer Stone" que es capaz de convertir a sus usuarios en superhumanos. A uno de ellos, Isato Kaiza, se le fue otorgada accidentalmente la Caizer Stone con la que convertiría en el Gowcaizer, el Héroe Llameante. Él y otros jóvenes peleadores intentarán frustrar los planes de Ōzaki que planea terminar lo que comenzó en 1999, destruir la Tierra en su totalidad. 

## Sistema de juego
El usuario tiene un repertorio de diez personajes para jugar y posteriormente tendrá elección libre para elegir a sus oponentes controlando vía CPU del juego. Al ir ganando cada batalla, el personaje elegido por el usuario podrá obtener un movimiento especial de cada rival derrotado, muy al estilo Mega Man y se sumará a la lista de movimientos propios de cada personaje en uso. También es posible realizar movimientos desesperados propios cuando la barra de energía está a punto de agotarse con un brillo parpadeante de color rojo, similar a los juegos de Fatal Fury y King of Fighters, donde se ejecutan combinaciones secuenciales de movimientos de palanca y botones. También el juego ofrece el clásico "Zoom In ~ Zoom out" como en los Art of Fighting y Samurai Shodown. Así también cuenta con un sistema de ataques en cadena o combos muy efectivos para la época. 
El sistema de controles, así como en los otros títulos que corren en la placa Neo-Geo sigue siendo el mismo: ☼ + ⒶⒷⒸⒹ, que siguen el mismo orden de Puñetazo débil, patada débil, puñetazo fuerte y patada fuerte.

## Personajes
- Gowcaizer (Isato Kaiza) Voz de: Nobuyuki Hiyama
- Hellstinger (Kash Gyustan) Voz de: Hikaru Midorikawa
- Karin Son (Sun Hualing) Voz de: Tomo Sakurai
- Kyōsuke Shigure Voz de: Ryōtarō Okiayu
- Shaia Hishizaki (Shaia Shu Silveianu) Voz de: Yumi Tōma
- Brider (Ikki Tachibana) Voz de: Masami Ōbari
- Fudomaru (Ranpō Fudō) Voz de: Ryōtarō Okiayu
- Captain Atlantis (Randy Riggs) Voz de: Hideo Ishikawa
- Marion (DES/CO-P IV "Marionette") Voz de: Yoshiyuki Kono
- Battle Master Shen Long (Gōichirō Kaiza) Voz de: Yusaku Yara

## Jefes
- Platonic Twins (Ryo Asahina & Suzu Asahina) Voz de: Hideo Ishikawa y Yūko Nagashima
- Ohga (Shizuru Osaki) Voz de: Shō Hayami

## Adaptación Animada (OVA)
En 1996 Masami Ōbari y su equipo del Studio G-1 se dan la tarea de producir una versión animada en formato para video en VHS, LD y DVD, en donde la historia y concepto vendrían siendo los mismos que el juego, sin embargo con un ambiente más oscuro y serio. Algunos personajes serían omitidos en su totalidad o solo se limitarían en hacer un cameo fugaz, y se concentrarían en los personajes principales y populares. También estos sufrirían unos pequeños cambios o ajustes en sus diseños una vez concebidos en 1995 por el mismo Ōbari. Los OVA se serializaron en tres partes donde se añadiría a un villano exclusivo aparte del maestro Ohga (Shizuru Ōzaki) de nombre Omni Exist, quien estaría detrás de los oscuros planes de la destrucción del planeta Tierra.
En 1997 los tres OVA se editarían para conformar un solo largometraje titulado "Voltage Fighter Gowcaizer: International Version" que vendría siendo una especie de versión Director's Cut donde se incluiría a un nuevo personaje que únicamente aparece en los CD drama, sería una chica de nombre Necrocaizer (Elfie Elfman), quien según esta versión ella sería aquel que otorgó la Caizer Stone a Isato Kaiza. Esta versión incluye una nueva secuencia de Opening al inicio y algunas escenas pequeñas fueron omitidas.
Los tres OVA y película fueron adaptados al inglés por U.S. Manga Corps. de Central Park Media en 1997.
Personajes:
- Gowcaizer (Isato Kaiza) Voz de: Nobuyuki Hiyama / Ted Lewis
- Hellstinger (Kash Gyustan) Voz de: Hikaru Midorikawa / Vinnie Penna
- Karin Son (Sun Hualing) Voz de: Tomo Sakurai / Apollo Smile
- Kyōsuke Shigure Voz de: Ryōtarō Okiayu / Joseph Morgan
- Shaia Hishizaki (Shaia Shu Silveianu) Voz de: Yumi Tōma / Debora Rabbai
- Ball Boy Voz de: Yoshiyuki Kono / Mark Garber
- Brider (Ikki Tachibana) Voz de: Hideo Ishikawa / Frank P. Popler
- Fudomaru (Ranpō Fudō) Voz de: Hideyuki Hori / Alex West
- Randy Riggs Voz de: Hideo Ishikawa / Frank P. Popler
- Platonic Twins (Ryo Asahina & Suzu Asahina) Voz de: Hideo Ishikawa y Yūko Nagashima / Bill Timoney y Rachael Lillis
- Platonic Slave (Suzu Asahina) Voz de Yūko Nagashima / Rachael Lillis
- Ohga (Shizuru Osaki) Voz de: Shō Hayami / K.B. Nau
- Omni Exist Voz de: Ai Orikasa / Rachael Lillis
- Narrador Voz de: Shō Hayami / Alex West

- Necrocaizer Voz de: Houko Kuwashima / Tracy Lynn Johnson (Solo en la película "Internacional Version")

## Otros medios
Para promocionar el juego, se elaboró una gran campaña publicitaria donde se producirían cuatro CD Dramas, el Soundtrack del juego, dos Soundtracks de los OVA y algunos manga. También el mismo Masami Ōbari elaboró varias ilustraciones que servirían de flyers, portadas de revista y otros promocionales para el título.